# المخطوطات الاقتصادية والفلسفية (1844)
المخطوطات الاقتصادية والفلسفية 1844 (بالألمانية: Ökonomisch-philosophische Manuskripte aus dem Jahre 1844) ويشار إليها أيضا باسم مخطوطات باريس(بالألمانية: Pariser Manuskripte) هي سلسلة من الملاحظات التي كتبها كارل ماركس بين نهاية مايو وأغسطس 1844 وهي من «كتابات ماركس المبكرة». كتبت هذه الملاحظات للاستخدام الذاتي وليس بهدف نشرها. بعض أجزائها لم تحفظ بشكل كامل.
اكتشفها ديفيد ريازانوف وسيغفريد لاندشوت في أرشيف الحزب الديمقراطي الاجتماعي الألماني في نهاية عشرينات القرن العشرين ونشرت لأول مرة عام 1932 ضمن مجموعة «كتابات ماركس المبكرة».

## السياق
إن المخطوطات تعبير مبكر لتحليل ماركس لعلم الاقتصاد، بالأساس آدم سميث، ونقده فلسفة هيغل. تغطي المخطوطات مجموعة واسعة من المواضيع بما في ذلك الملكية الخاصة، الشيوعية والمال. وأشهر ما فيها كونها تحوي أول صياغة لفكرة ماركس القائلة بأن ظروف المجتمعات الصناعية الحديثة تؤدي إلى استلاب (أو اغتراب) العمال الأجراء من اللفعاليات/العمل في حياتهم.
لأن المخطوطات 1844 تظهر فكر ماركس في طور تكوينه المبكر، فنشر باللغة الإنجليزية الذي تأخر حتى عام 1959،  قد أثر تأثيرا عميقا على الدراسات الأكاديمية المتأخرة لماركس والماركسية، خاصة فيما يتعلق بعلاقة الماركسية بمؤلفات المثالية الألمانية المبكرة. إن ماركس الشاب قد  قوبل بالتجاهل نسبيا حتى وقت قريب، لأن أعماله المبكرة تعتبر «فلسفية» أكثر من اللازم  وبعضها ليست «علمية» بشكل كاف بعكس «اقتصادية» في رأس المال. بيد أن الماركسيون الإنسانيون يعتبرون هذا الكتاب من أهم نصوص ماركس وهو شديد الأهمية لفهم مشمل فكر ماركس، كما أن الماركسيون يهتمون به.
في المخطوطة الأولى التي تحوي استشهادات كثيرة عن آدم سميث حول الاقتصاد،  يطرح ماركس نظريته حول الاغتراب، التي اقتبسها (مع تعديلات) من كتاب فيورباخ جوهر المسيحية (1841). يفسر فيها كيف، في النظام الرأسمالي، تعتمد أعداد متزايدة من الناس على «العمل» كي تعيش. إذ أنه سابقا، استطاع الناس الاعتمدا على الطبيعة بشكل جزئي لتلبية «الحاجات الطبيعية»؛ بينما في المجتمع الحديث، إن رغب المرء بتحصيل قوته، عليه أن يعمل: البقاء متاح  من خلال المال فحسب. وهكذا، إذا كان اغتراب العامل ممثلا بكونه «عبدا لموضوعه»، اغتراب العامل مضاعف: «أولا في أنه يتلقى موضوعا للعمل، أي أنه يتلقى عملا، وثانيا في أنه يتلقى وسائل المعيشة. ومن هنا فإنه يمكنه من أن يوجد أولا كعامل وثانيا كذات جسدية، والصورة القصوى لهذه العبودية هي أنه لا يستمر في الإبقاء على نفسه كذات جسدية إلا باعتباره عاملا، وأنه ليس عاملا إلا كذات جسدية». وبعبارة أخرى، فإن العامل يعتمد على العمل لكسب المال ليتمكن من العيش، لكنه لا يعيش بل يكتفى بالبقاء، بكونه عاملا. العمل يستخدم لخلق المزيد من الثروة فحسب بدلا من تحقيق الطبيعة البشرية.

## المواضيع
«مخطوطات عام 1844» هي أحد أول كتابات كارل ماركس التي دمجت بين المواضيع الفلسفية والاقتصادية. رغم ذلك  فإنها لم تنشر حتى ثلاثينات القرن العشرين بعد حدوث الثورة السوفيتية عام 1917. ويقول إن العامل يشعر بالاغتراب في أربع سبل:
1. الاغتراب من المنتج الذي ينتجه
2. العمل يفتقد صفته الشخصية
3. الاغتراب عن الطبيعة وعن الذات
4. الاغتراب عن غيره من البشر

### المال واغتراب الإنسان
في الاقتصاد السياسي الكلاسيكي، وضع الاقتصاديون نظريات لتحديد القيمة المعادن الثمينة مثل الذهب والفضة، تكاليف الإنتاج، كمية العمل الكامنة في المنتج وعملية العرض والطلب المضطربة بحسب رأي ماركس.
اخترع المال للتغلب على الصعوبات المقايضة، ذلك لصعوبة مقابضة 5 برتقالات بنصف كلب. ومن ثم فإن المال بحسب جون ستيوارت ميل، هو مجرد وسيلة لجعل لتبادل أكثر مرونة. برأي ماركس، المشكلة مع المال أنه عوض أن يكون بديلا يصبح المال سلعة. إنه لا يمثل قيمة سلعة معينة أو عدة سلع; بدلا من ذلك، فإن قيمة تلك السلع يمثله مبلغ معين من المال. ولذلك بسبب مرونته يمكن شراء كل شيء بالمال، طالما كان متاحا بشكل كاف. آلية التبادل في السوق عدلت وادعى ماركس أن معادلة السوق الرئيسية المال-السلعة-الربح (م-س-ر) على النقيض من الصيغة التقليدية سلعة-مال-سلعة (س-م-س) كانت انحرافا عن منطق السوق. كما فعل أرسطو، جادل ماركس أن نظام السوق لا يوفر مجرد رغبة بالتبادل، بل غايته الربح. للحصول على الأرباح يجب استثمار المال وبالتالي يتكون رأس المال مما يؤدي إلى الرأسمالية. ماركس يعرف رأس المال بأنه «العمل المتراكم».
هكذا ولد تقديس السلعة. يقيّم البشر بحسب مصداقيتهم المادية. مما يصبح حكما اقتصاديا لأخلاقيتهم. والنتيجة هي أن فردية الإنسان الفردية وأخلاقيته تصبح وسيلة للحصول على المال. تتغير تماما المثل الإنسانية الأساسية. غاية الإنسان الرئيسية تتحول نحو كسب أكبر كم ممكن من المال، مما يضع كل شيء آخر في الخلفية. هذا يعزز تكوين وحجم الفجوات بين الرأسمالي والعامل ويمنح السلطة للأثرياء. وهذا يعني أيضا أن الأكثر فقرا يصبحون أكثر اتكالا على الأغنياء، لأنها أجراء لديهم. هذه عملية مؤسفة للفقراء، لأنهم يضطرون لبيع قوة عملهم إلى الرأسمالي مقابل أجر. ومع ذلك، فإن الرأسمالي يدفع أجورا أقل من القيمة المضافة للعامل. حين يجلب المنتج إلى السوق لاحقا، على العامل شراء المنتج بسعر أعلى بشكل تناسبي من مقدرته على الشراء. وبالتالي يصبح من المستحيل على الفقراء مراكمة رأس المال ومن ناحية أخرى من السهل جدا على الرأسمالي زيادة رأس ماله. مما يخلق حالة من المداهنة والخنوع عند الفقراء.
بتطوير هذه الفكرة أكثر تصبح علاقة الاقتراض عرضة للصفقات وسوء الاستخدام. يصل ذلك إلى مستوى الدولة بسرعة مما يجعل الدولة في خدمة الممولين.

### الاغتراب
بالنسبة لماركس سبب وجود الاغتراب هو بالأساس طغيان المال. وهو يشير إلى مفهوم أرسطو براكسيس والإنتاج، بالقول أن تبادل النشاط البشري المتعلق بتبادل منتوج البشر هو نشاط الإنسان العام. وعي الإنسان ووجوده الأصيل، بحسب ماركس، هو النشاط والرضا الاجتماعيين.
وعلاوة على ذلك، يرى الطبيعة البشرية في الحياة المشتركة الحقة، وإن لم يكن لها وجود كهذا، يخلق البشر الطبيعة البشرية  بإنشاء حياتهم المشتركة. زد على ذلك، يقول ماركس على غرار أرسطو أن الحياة المشتركة الأصيلة غير نتبعة من الفكر ولكن من القاعدة المادية والاحتياجات وحب الذات. ومع ذلك، في رأي ماركس، على الحياة أن تكون منظمة بشكل إنساني للسماح بشكل حقيقي من الحياة المشتركة، بما أنه في ظل الاغتراب يخضع التفاعل البشري للعلاقة بين الأشياء. ومن ثم الوعي وحده لا يكفي بتاتا.

### علاقة الاغتراب بالممتلكات
تلبية الاحتياجات توجب تبادل الممتلكات، مما يجعلها مكافئا في مجال التجارة ورأس المال. ويسمى هذا العمل نظرية العمل للقيمة. تصبح الممتلكات غير ذي قيمة شخصية. إنها قيمة تبادل، مما يرفعها إلى رتبة القيمة الحقيقية.
سبب الاغتراب هو كون الرأسمالية تعتمد على الملكية الخاصة لوسائل الإنتاج والمال. العمل المنظم بشكل رأسمالي يستغل الطبقة العاملة. يتم إرجاعها إلى مرتبة الحيوان في حين تكسب الطبقة الرأسمالية الثروة.

### العمل والعمل المأجور
لأن لا يمكن دخول السوق أي شيء مصدره الطبيعة دون تغييره، التبادل يستلزم العمل وخاصة العمل المأجور. يرى ماركس أن الاغتراب يصل إلى ذروته عندما يصبح العمل عملا مأجورا. الرأسمالي يوظف العامل من أجل أن يكون قادرا على تحويل السلع الرأسمالية إلى المنتجات النهائية. هذا لا يعني أن المنتج يعكس احتياجات العامل بأي شكل من الأشكال، لكنه ينتجه بعملية هو غريب عنها. وعلاوة على ذلك فإن الأجور لا تغطي سوى تكاليف إقامة العامل وعائلته. وبالتالي سعر السوق لا يعكس بأي حال من الأحوال الأجور، ما يسمح بالاستنتاج أن القيمة التي يضيفها العامل لا تعود إليه بل بدلا من ذلك تعود إلى الرأسمالي لزيادة رأسماله. الشخص الذي يشتري منتجا بالمال لا يبادل به منتوج عملهم مباشرة. في المقايضة البدائية من ناحية أخرى، فإنه يبادل فائض منتوجه الخاص، دون تبادل المال، لتلبية احتياجاته فحسب.
كلما تعددت الاحتياجات زاد تخصص العمال وزاد اغترابهم تجاه بعضهم البعض. الاحتياجات الغريبة عنه تدفع العامل للعمل في سبيل هدفه الوحيد، الذي هو توفيرحاجاته المعيشية الأسياسية لمجرد ضمان وجوده.
مع رغبته في ضمان وجوده، يصبح العامل أكثر اتكالا على رب العمل والمنتج.
كلما زاد تخصص العمل قلّت إنسانيته. بل يتطور نحو التجارة ويبدو أنه يحول الإنسان إلى رجل آلي. ويدل هذا على إن الإنتاج يجعل البشر تتصرف مثل الآلات، مما يعني أن العمل مغترب تماما من الذات ا لعاملة فضلا عن اغترابه عن الموضوع. بسبب ذلك يعتبر وحدة العمل البشري كما شعبة، لأن القدرة الإنتاجية لتعاونيات العمل تتعلق بالتخصص وتقسيم العمل. كما أنه يدين استحالة تحقيق العمال لذاتهم.
تقسيم العمل هذا يزيد مع الحضارة، وهذا يعني أنه مع إدخال المال فالعامل لم يعد يتبادل الفائض فقط، ولكن كامل المنتج مقابل المال.